# Ribas do Rio Pardo
Pour les articles homonymes, voir Ribas.
Ribas do Rio Pardo est une municipalité du Mato Grosso do Sul au Brésil.
Sa population était estimée à 20 077 habitants en 2009. Elle s'étend sur 17 308,718 km2.
Elle est située dans la Microrégion de Três Lagoas dans la Mésorégion Est du Mato Grosso do Sul.